# Protochelifer australis
Protochelifer australis är en spindeldjursart som först beskrevs av Tubb 1937.  Protochelifer australis ingår i släktet Protochelifer och familjen tvåögonklokrypare. Inga underarter finns listade i Catalogue of Life.